# Circus ranivorus
Circus ranivorus là một loài chim trong họ Accipitridae.

## Hình ảnh

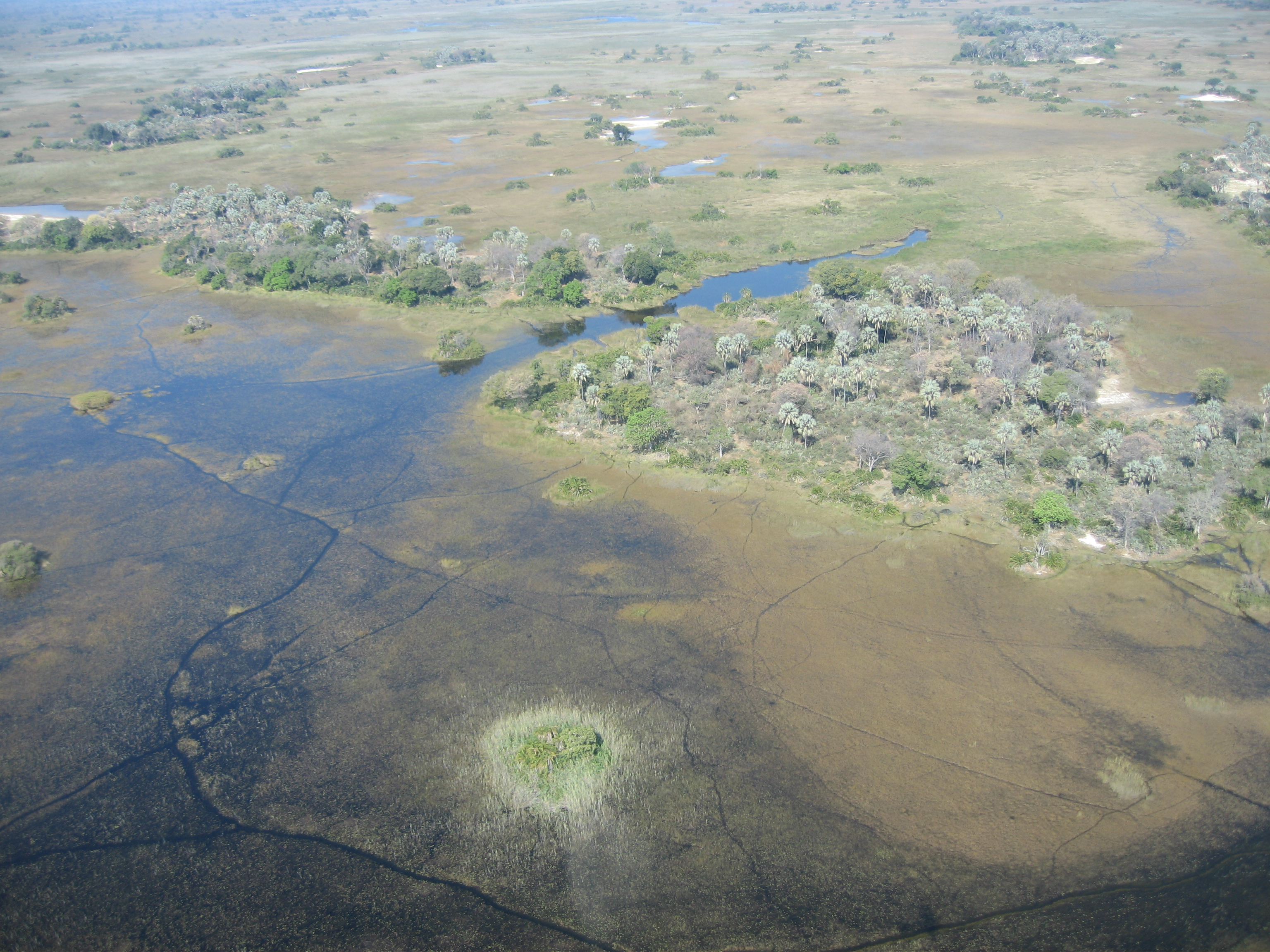
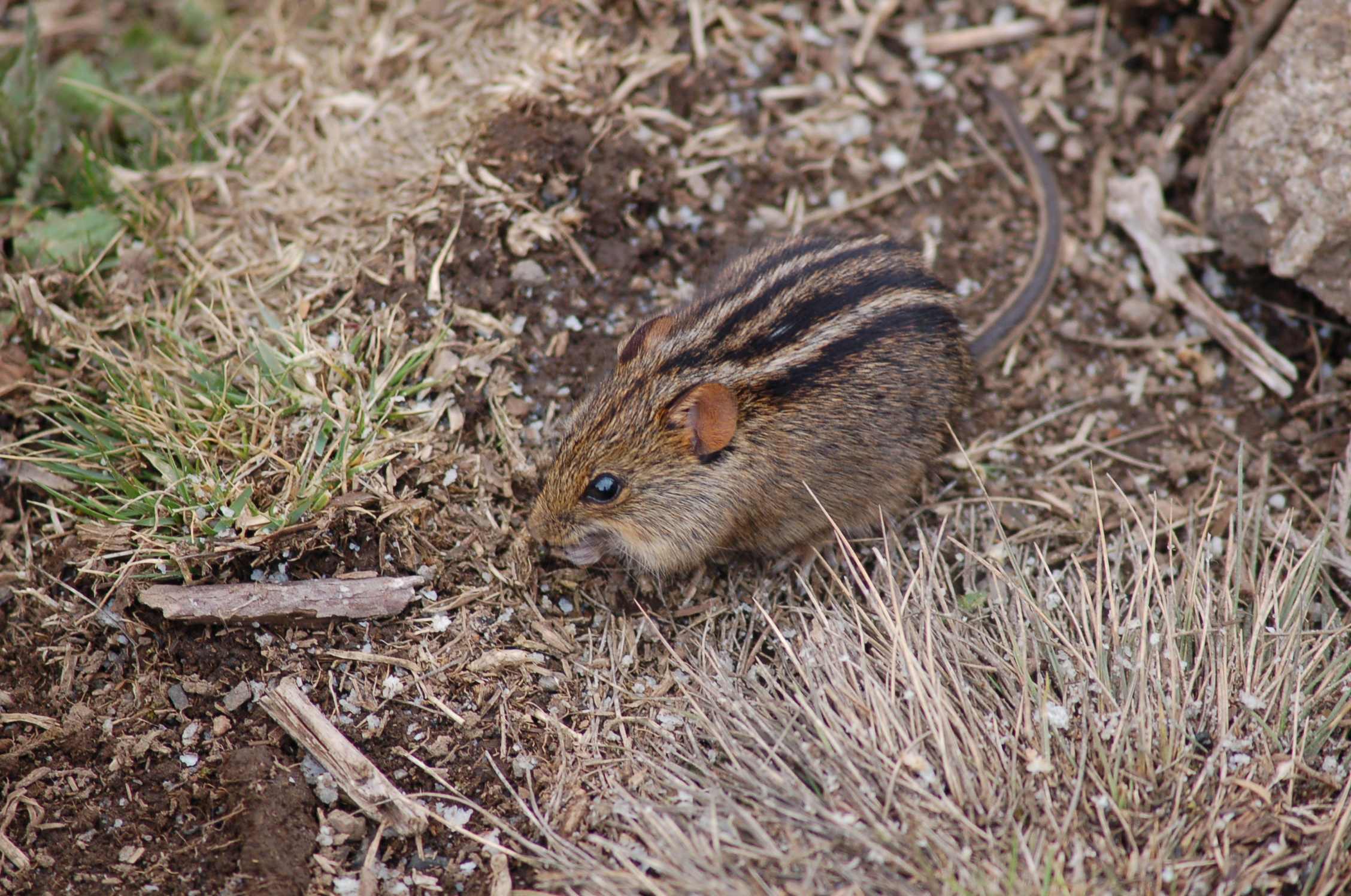
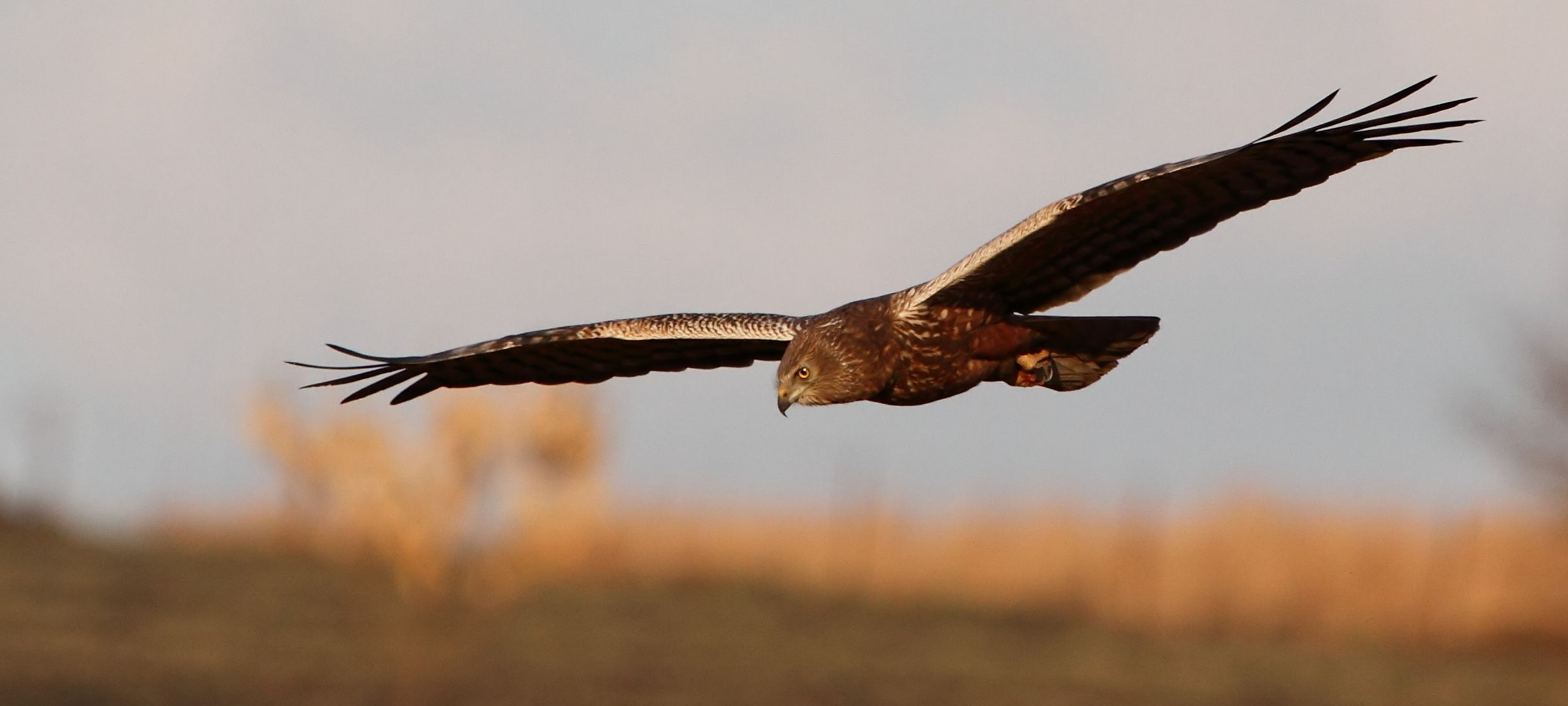